# Kentiopsis oliviformis
Kentiopsis oliviformis là loài thực vật có hoa thuộc họ Arecaceae. Loài này được (Brongn. & Gris) Brongn. mô tả khoa học đầu tiên năm 1873.

## Hình ảnh

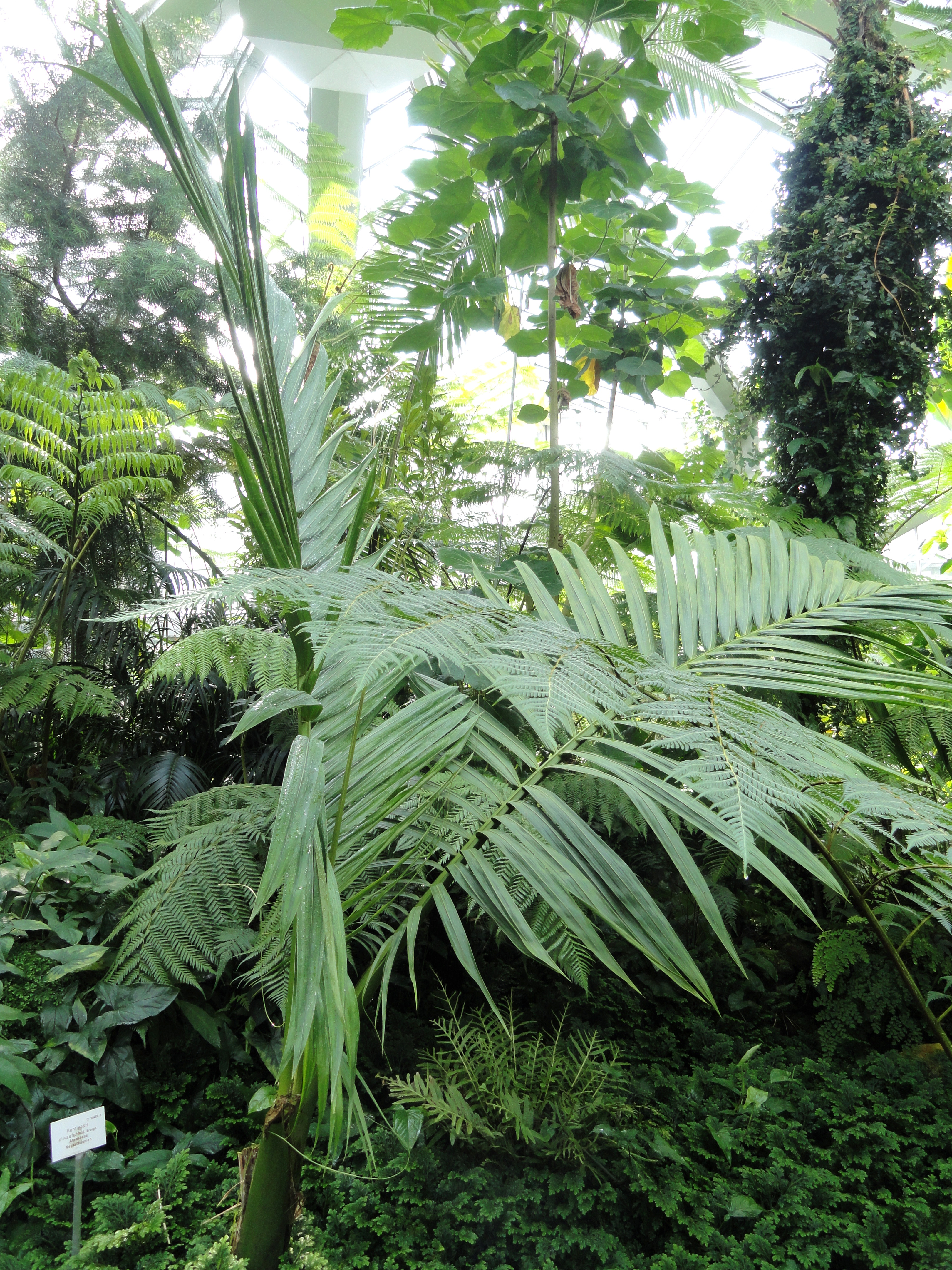